# Archaeological Survey of India
Pour les articles homonymes, voir ASI.
L'Archaeological Survey of India (ASI) (en hindi भारतीय पुरातत्‍व सर्वेक्षण (bhārtīy purātatva sarvēkṣaṇ), Service archéologique d'Inde) est une agence du gouvernement indien rattachée au ministère de la Culture. Elle est responsable de la recherche archéologique et de la préservation du patrimoine archéologique du pays en accord avec les lois adoptées par le Parlement de l'Inde.
L'ASI a été fondée en 1861 par Sir Alexander Cunningham avec l'aide du vice-roi Charles John Canning. En 2017, le service administrait 3 650 monuments, sites et ruines archéologiques.